# Milovan Rajevac
Milovan Rajevac (serbisch-kyrillisch Милован Рајевац; * 2. Januar 1954 in Čajetina, SFR Jugoslawien) ist ein ehemaliger jugoslawischer Fußballspieler und heutiger serbischer Fußballtrainer.

## Spielerlaufbahn
Rajevac spielt während seiner Karriere nicht nur in Jugoslawien auf dem (Groß-)Feld, sondern für die New York Arrows auch in der Major Indoor Soccer League auf nordamerikanischen Hallenböden.

## Trainerlaufbahn
Nachdem er zuerst nur serbische Vereine trainiert hatte, wurde er im Jahr 2008 Trainer der ghanaischen Nationalmannschaft und trainierte diese auch beim Afrika-Cup und bei der WM 2010 in Südafrika, wo Ghana mit dem Erreichen des Viertelfinales der größte Erfolg der Verbandsgeschichte gelang – zumal die Mannschaft als letztes afrikanisches Team in dieser ersten WM auf afrikanischem Boden verblieben war.
Im September 2010 unterschrieb Rajevac einen Vertrag beim saudi-arabischen Club al-Ahli. Im Februar 2011 verließ Rajevac al-Ahli und unterschrieb einen Vertrag bei der katarischen Fußballnationalmannschaft, bei der er allerdings bereits im August desselben Jahres wieder entlassen wurde.
Nach knapp fünf Jahren Pause als Trainer übernahm Rajevac im Juli 2016 die algerische Fußballnationalmannschaft. Nur drei Monate nach seinem Amtsantritt und zwei Spielen, darunter einem als enttäuschend bewerteten 1:1-Unentschieden gegen Kamerun zum Auftakt der WM-Qualifikation, gab der algerische Verband die Vertragsauflösung mit Rajevac bekannt. Als Grund wurde in den Medien das Verhältnis zwischen ihm und den Spielern genannt. So äußerten sich Nationalspieler öffentlich, Rajevac habe nach drei Monaten immer noch nicht die Namen der Spieler und ihre Positionen beherrscht.
Ab 2017 war er Trainer der thailändischen Fußballnationalmannschaft. Am 7. Januar 2019 wurde Rajevac nach der 1:4-Niederlage gegen Indien bei der Asienmeisterschaft entlassen.
Am 24. September 2021 wurde Milovan Rajevac erneut als Nationaltrainer Ghanas vorgestellt.

## Trivia
Da er die Sprache der Nationalspieler Ghanas nicht sprach, war Rajevac bei der Verständigung auf Dolmetscher angewiesen.